# Perissus declaratus
Perissus declaratus är en skalbaggsart som beskrevs av Holzschuh 2003. Perissus declaratus ingår i släktet Perissus och familjen långhorningar. Inga underarter finns listade i Catalogue of Life.